# Jan Andrzej Capeau
Jan Andrzej Capeau, fr. Jean-André Capeau (ur. ? Avignon, zm. 2 września 1792 w Saint-Germain-des-Prés) – francuski duchowny, błogosławiony Kościoła katolickiego.
Był kapłanem w diecezji aviniońskiej. Gdy w rewolucyjnej Francji nasiliły się prześladowanie katolików, aresztowany został na terenie parafii kościoła św. Pawła w Paryżu. Od 27 sierpnia więziony był w lochach merostwa. Zginął z rąk tłumu, który wcześniej wymordował przewożonych z merostwa więźniów, na terenie opactwa Saint-Germain-des-Prés, w czasie masakr wrześniowych.
W Kościele katolickim wspominany jest w dzienną rocznicę śmierci.
Jan Andrzej Capeau został beatyfikowany 17 października 1926 wraz z 190 innymi męczennikami francuskimi przez papieża Piusa XI.